# Epitrix tuberis
Epitrix tuberis är en skalbaggsart som beskrevs av Gentner 1944. Epitrix tuberis ingår i släktet Epitrix och familjen bladbaggar. Inga underarter finns listade i Catalogue of Life.